# Фридом (Оклахома)
Фридом (енгл. Freedom) град је у америчкој савезној држави Оклахома.

## Демографија
По попису из 2010. године број становника је 289, што је 18 (6,6%) становника више него 2000. године.
| Група             | 2000.       | 2010.       |
| Белци             | 259 (95,6%) | 239 (82,7%) |
| Афроамериканци    | 0 (0,0%)    | 6 (2,1%)    |
| Азијати           | 2 (0,7%)    | 0 (0,0%)    |
| Хиспаноамериканци | 7 (2,6%)    | 29 (10,0%)  |
| Укупно            | 271         | 289         |